# Lipanellidae
De Lipanellidae zijn een familie van uitgestorven tweekleppigen.

## Taxonomie
De volgende taxa zijn bij de familie ingedeeld:
- Geslacht  † Goniophorina Isberg, 1934[2]
  - Ondergeslacht  † Goniophorina (Cosmogoniophorina)
    -  † Cosmogoniophorina tenuicostata Harrington, 1938
    -  † Goniophorina (Cosmogoniophorina) carinata Isberg, 1934
- Geslacht  † Cosmogoniophorina Isberg, 1934
  - Ondergeslacht  † Goniophorina (Goniophorina) Isberg, 1934
    -  † Goniophorina carinata Isberg, 1934
    -  † Goniophorina nitidula Kříž, 2008[3]
    -  † Goniophorina semiradiata Isberg, 1934
    -  † Goniophorina volvens Isberg, 1934
- Geslacht  † Lipanella Sánchez, 2005
  -  † Lipanella purmamarcensis Sánchez, 2005
- Geslacht  † Paraphtonia Khalfin, 1958
  -  † Paraphtonia imitabilis Khalfin, 1958